# Menna (escriba)
| mn · n · Y1 | n · A |

| mn · n · Y1 | n · A |

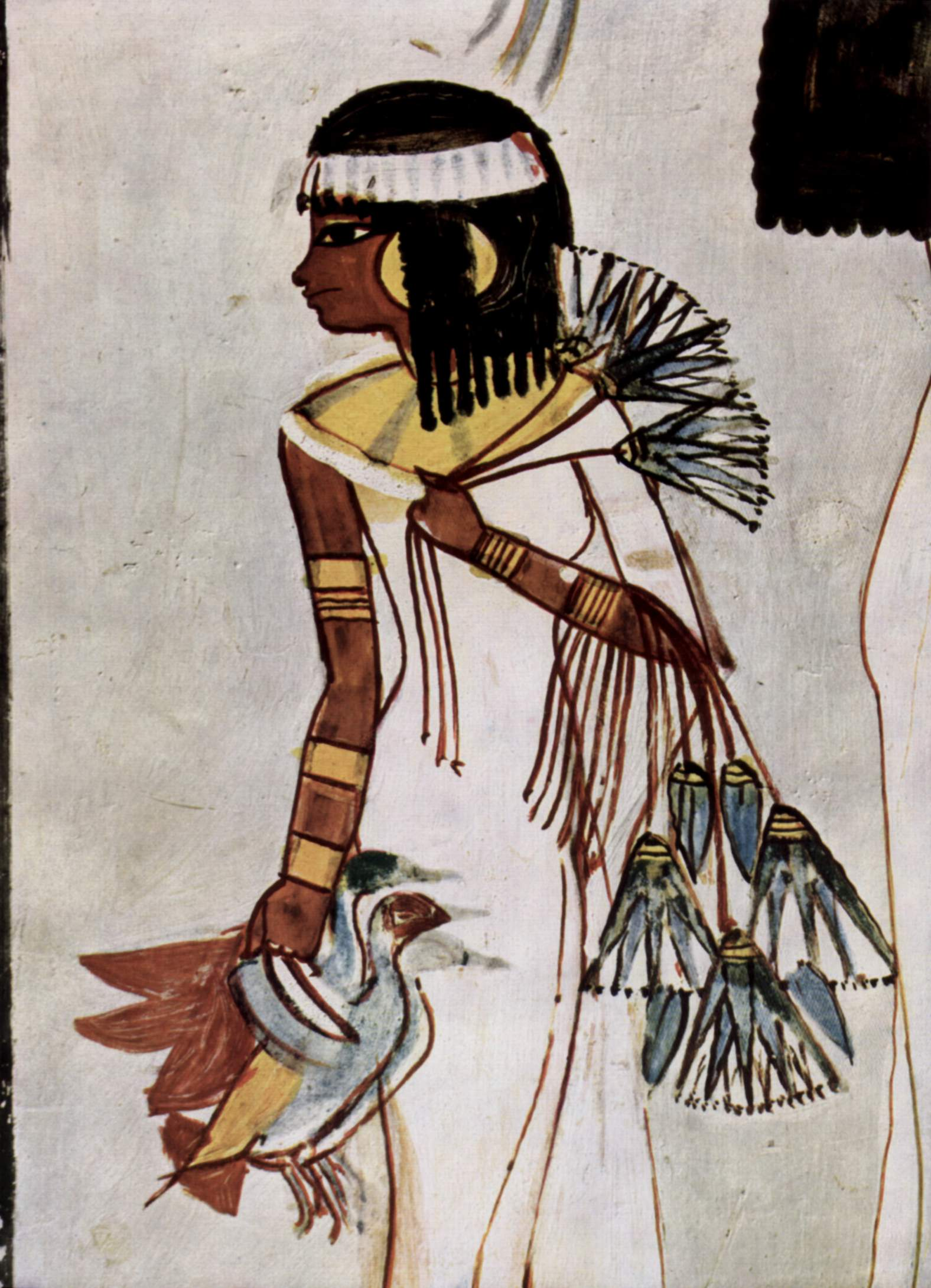
Una de les filles de Menna portant aus i flors de lotus.

Menna va ser un artesà, un "Escriba dels Camps del Senyor de les dues Terres" (l'Alt i el Baix Egipte) a mitjans de la dinastia XVIII de l'antic Egipte, probablemente durante els regnats de Tuthmosis IV i d'Amenofis III, probablement va treballar per al temple d'Amon a Karnak, probablement s'encarregava de supervisar el mesurament de les parcel·les dels cultius, d'inspeccionar els camps, de processar els morosos i de registrar el rendiment dels cultius. D'altres membres de la seva família, probablement la seva dona i algun dels seus fills, van treballar de per a la cort i/o els temples.

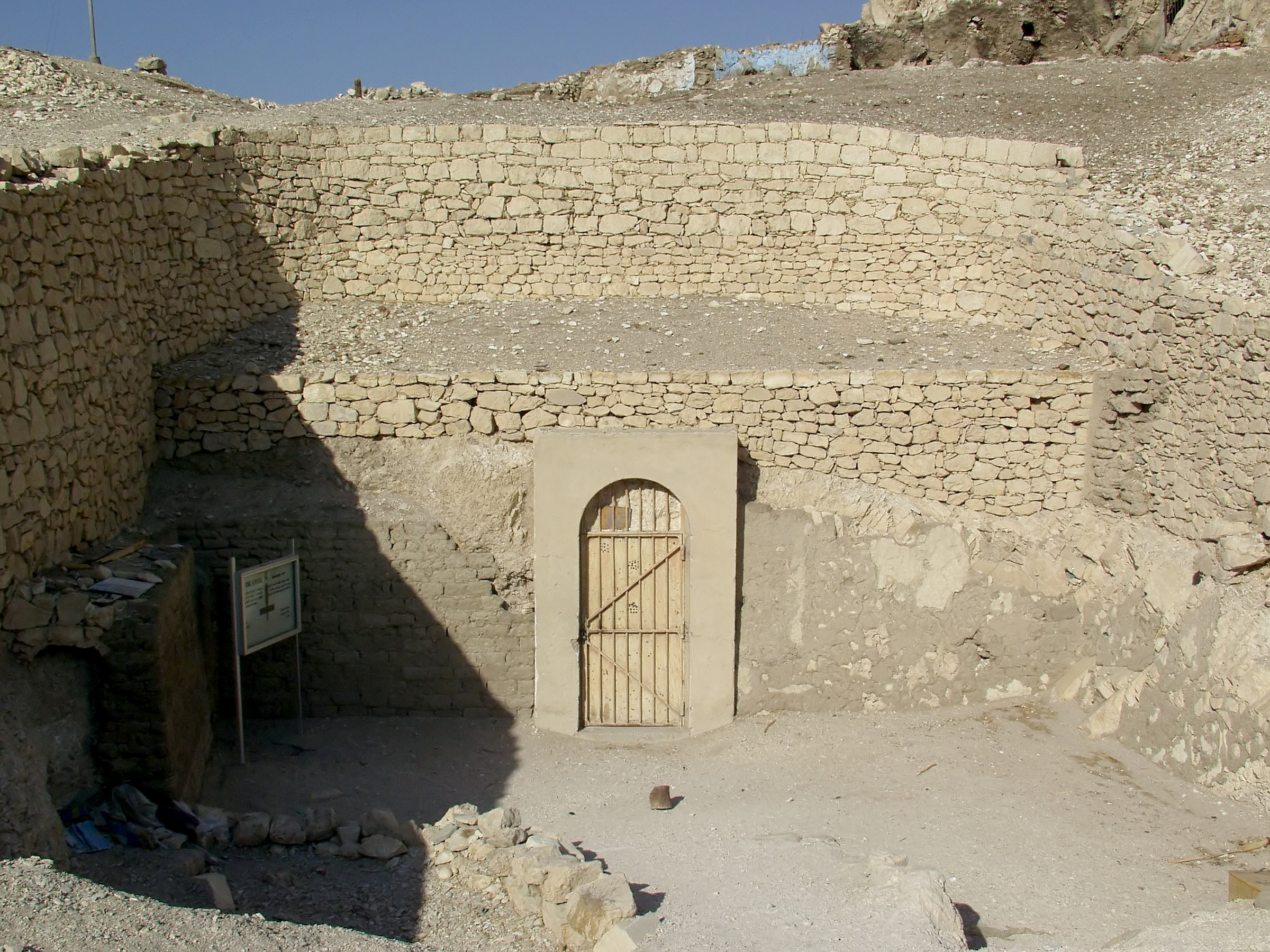
Entrada a la tomba de Menna.

El van enterrar en una tomba de Sheikh Abd al-Gurnah, la TT69, a la necròpolis tebana, àrea situada a l'altra banda del riu Nil, davant per davant de l'antiga Tebes (avui Luxor). La tomba és una de les més destacades de l'anomenada Vall dels Nobles. A les pintures de la tomba apareixen representats el mateix Menna, la seva dona Henuttawy i els seus fills, també apareixen escenes relacionades amb les feines del seu propietari i amb escenes de la vida quotidiana.

## Geleria fotogràfica de la tomba
Detall d'alguna de les decoracions de la tomba de Menna, catalogada com a TT69.

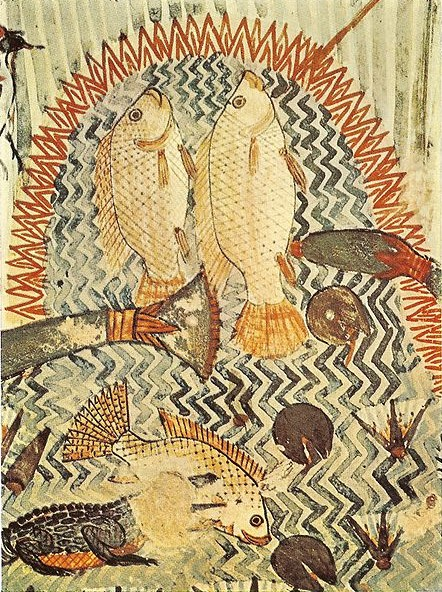
Escena de caça i pesca de la cambra funerària. Detall d'uns peixos.
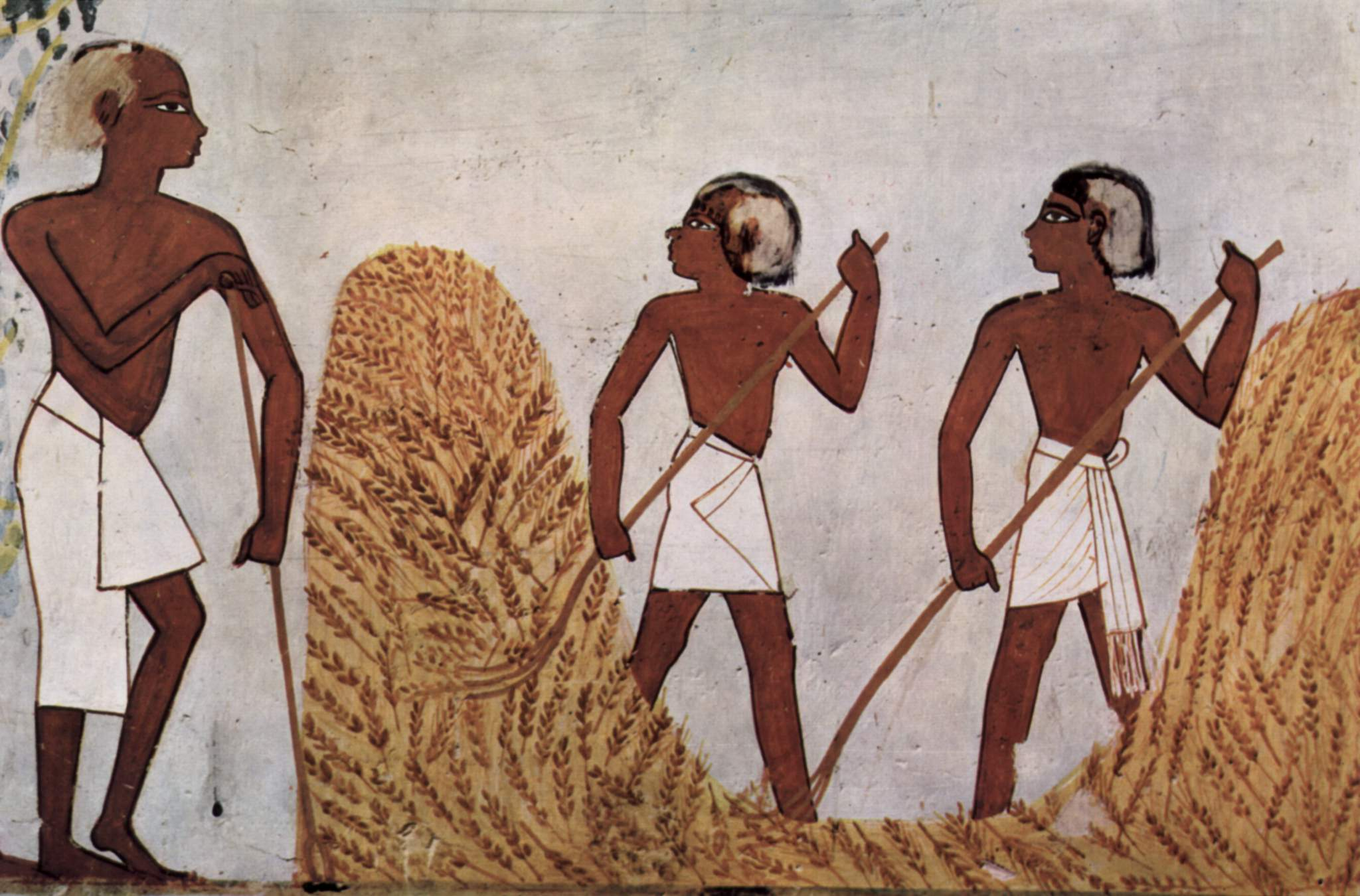
Cambra funerària. Treballadors a l'era.
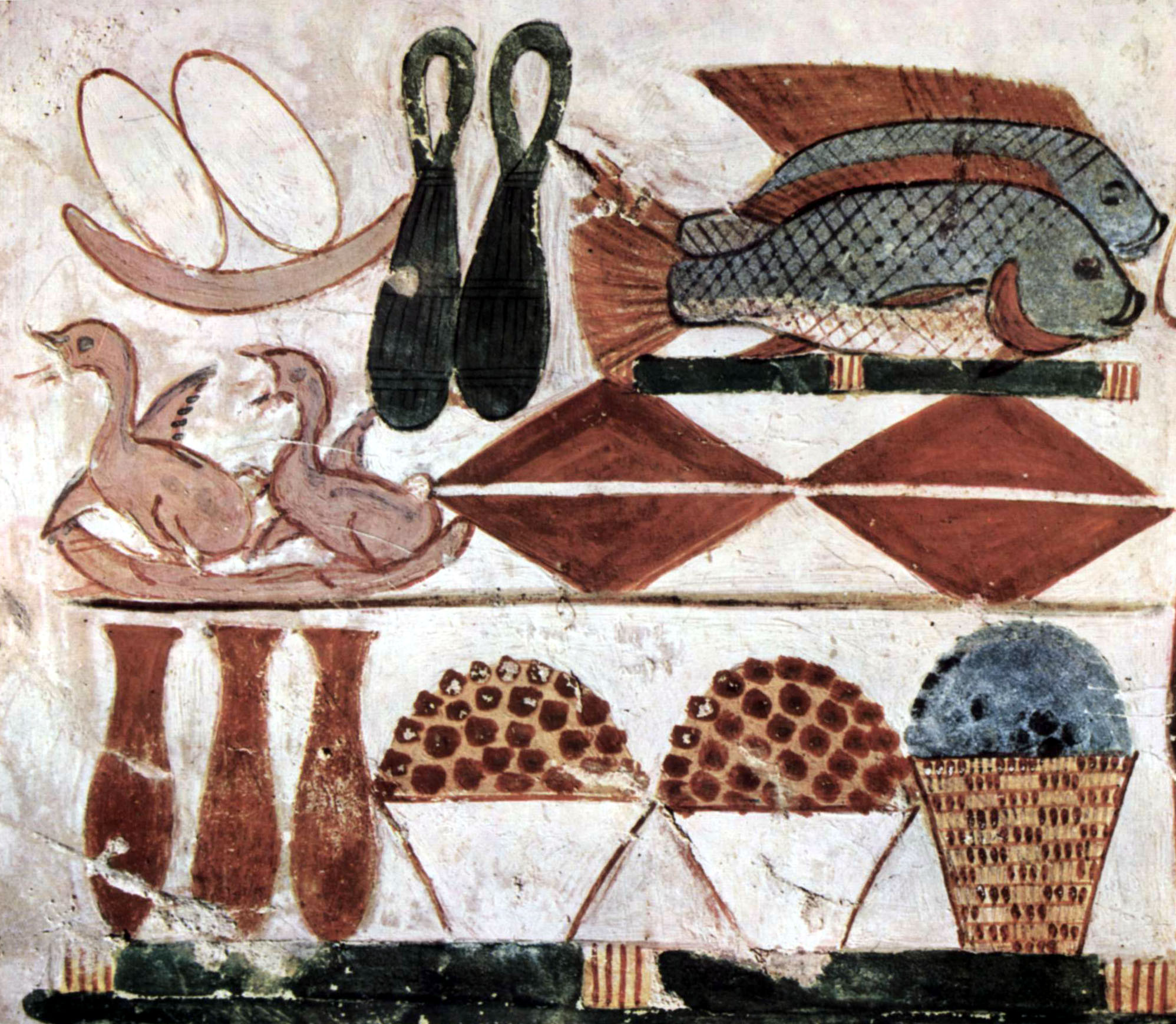
Cambra funerària. Ofrenes.
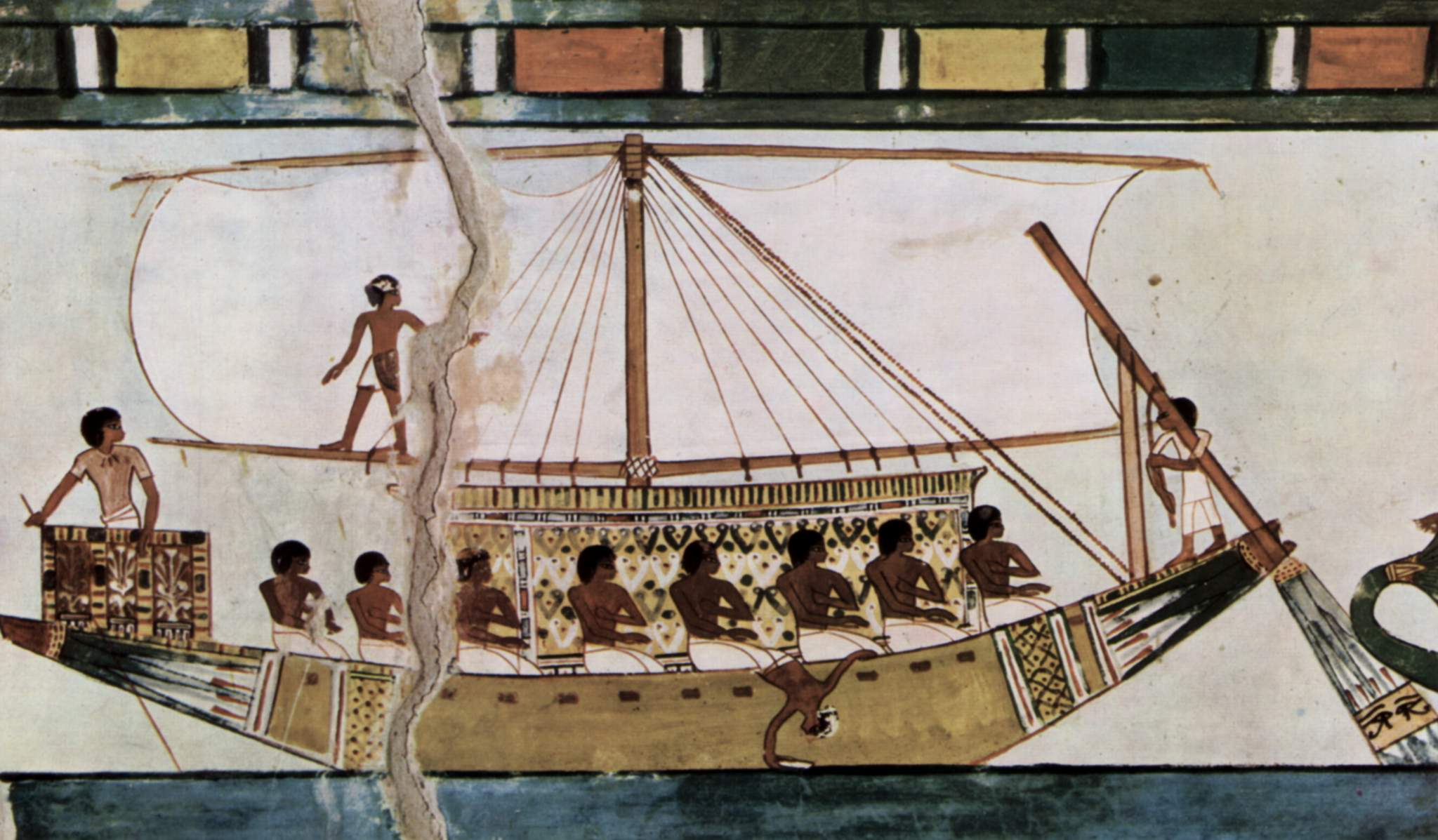
Cambra funerària. Processó funerària cap a Abidos.
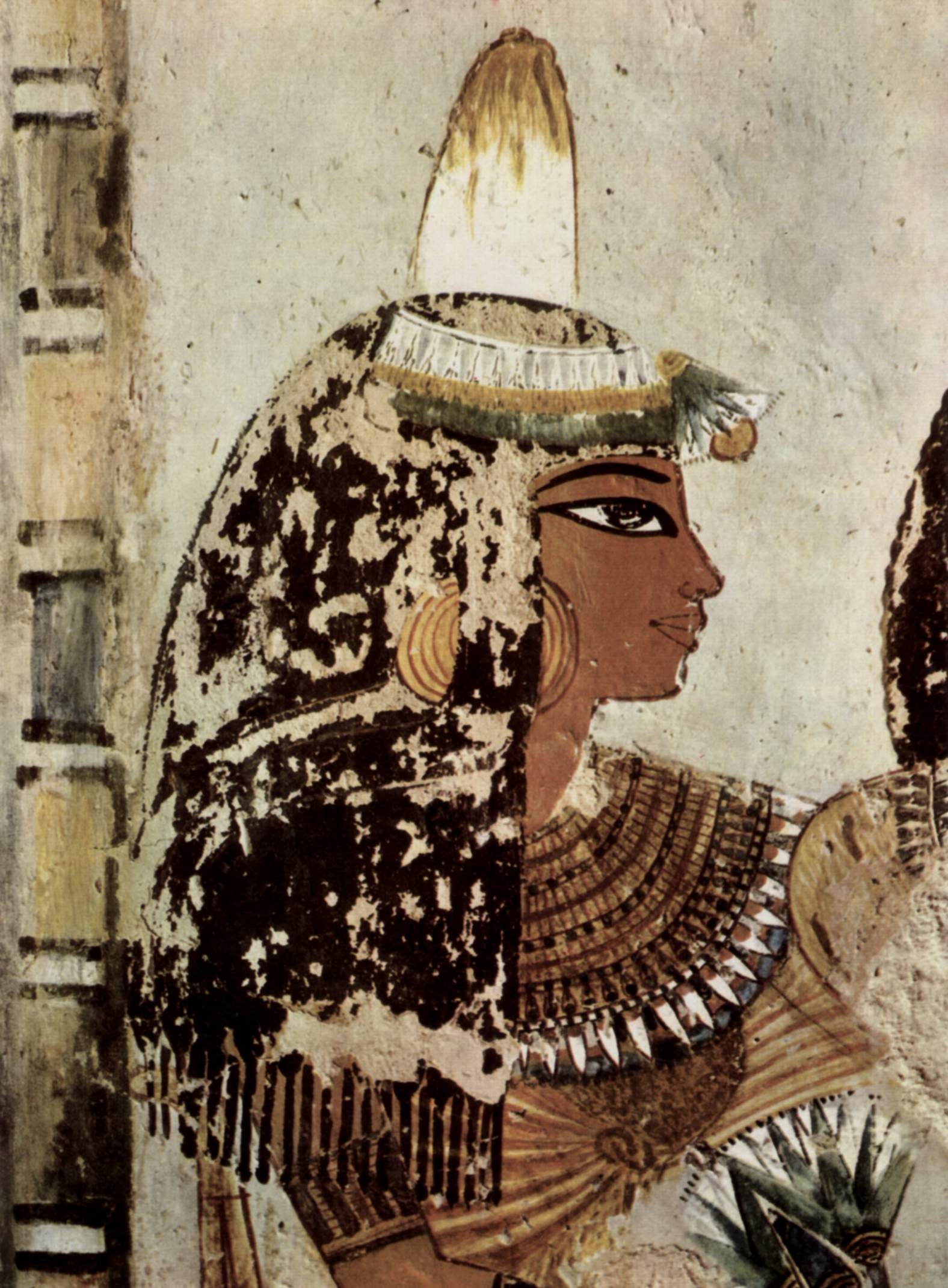
Cambra funerària. Retrat d'una dama.